# Northern Michigan Wildcats

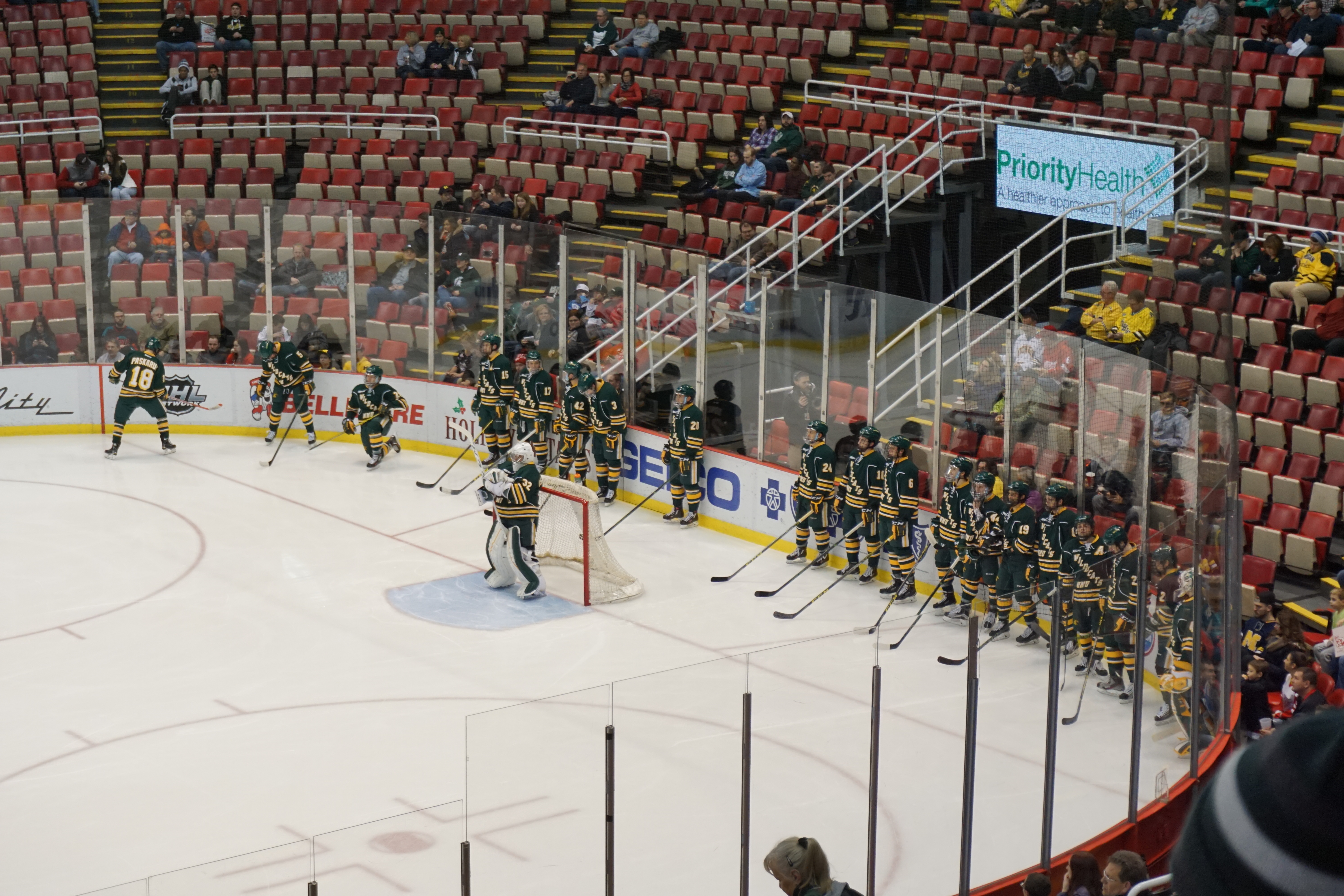
Wildcats ishockeylag inför match i Joe Louis Arena, där de skulle spela mot Michigan State Spartans. Matchen slutade 2-1 till Wildcats fördel.

Northern Michigan Wildcats är en idrottsförening tillhörande Northern Michigan University och har som uppgift att ansvara för universitetets idrottsutövning.

## Idrotter
Wildcats deltager i följande idrotter:
| Herrar - Amerikansk fotboll - Basket - Fotboll - Golf - Ishockey - Simhopp - Simning - Skidsport | Damer - Basket - Fotboll - Friidrott - Golf - Lacrosse - Simhopp - Simning - Skidsport - Terränglöpning - Volleyboll |

## Idrottsutövare

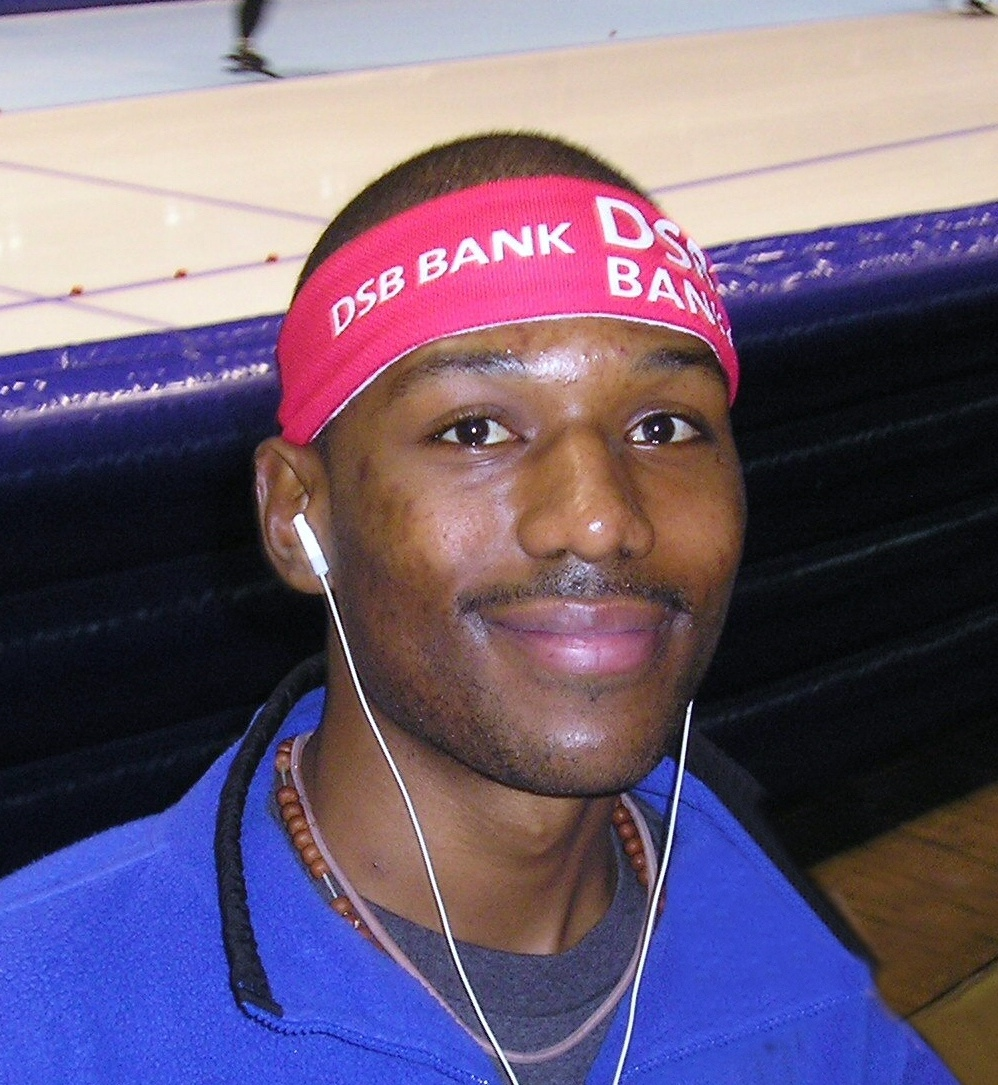
Shani Davis.

| Ishockey - Jared Coreau - Dallas Drake - Justin Florek - Erik Gustafsson - Jim Hiller - Jamie Milam - Mark Olver - Mike Santorelli | - Dominik Shine - Tuomas Tarkki - Cathy Turner - Brad Werenka Skidsport - Caitlin Gregg Skridskosport - Shani Davis |